# Schmetterlingsknoten

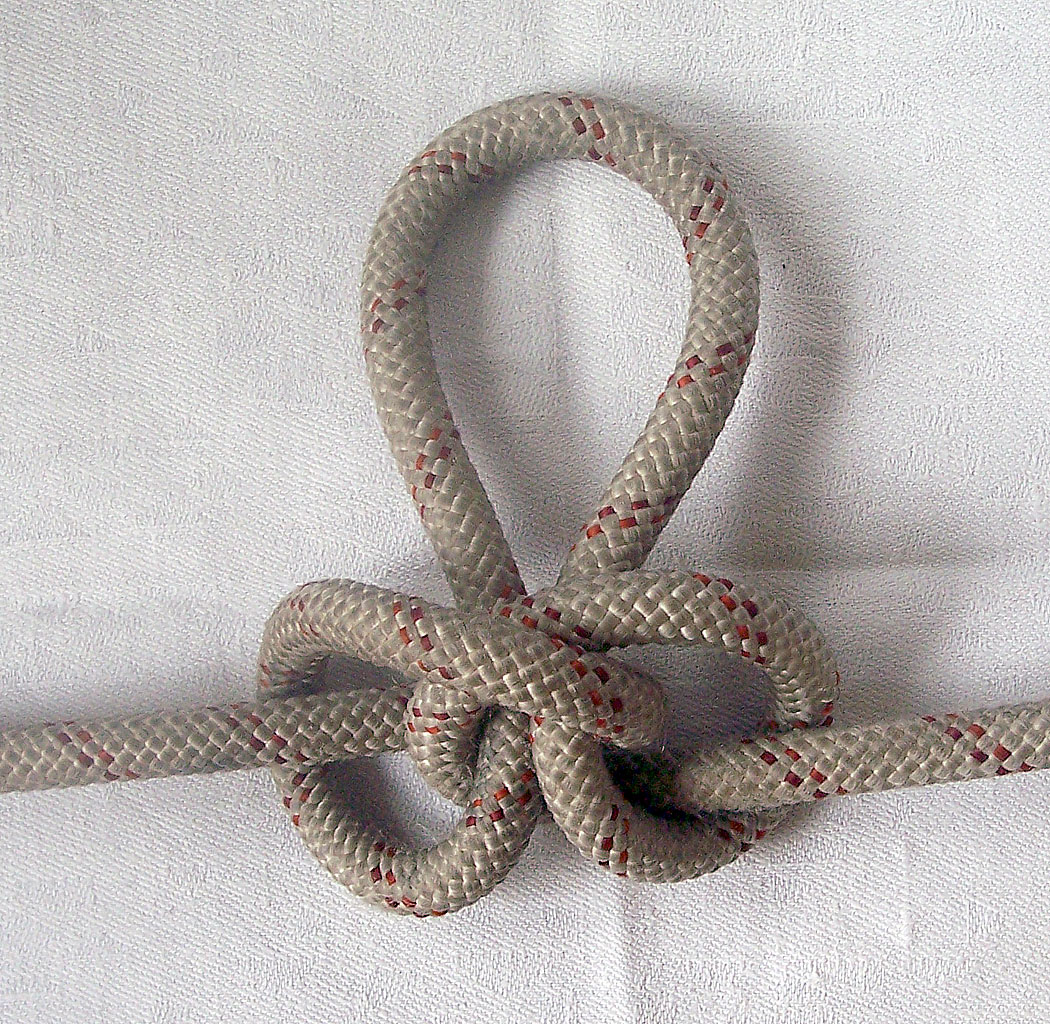
Ansicht der Gegenseite

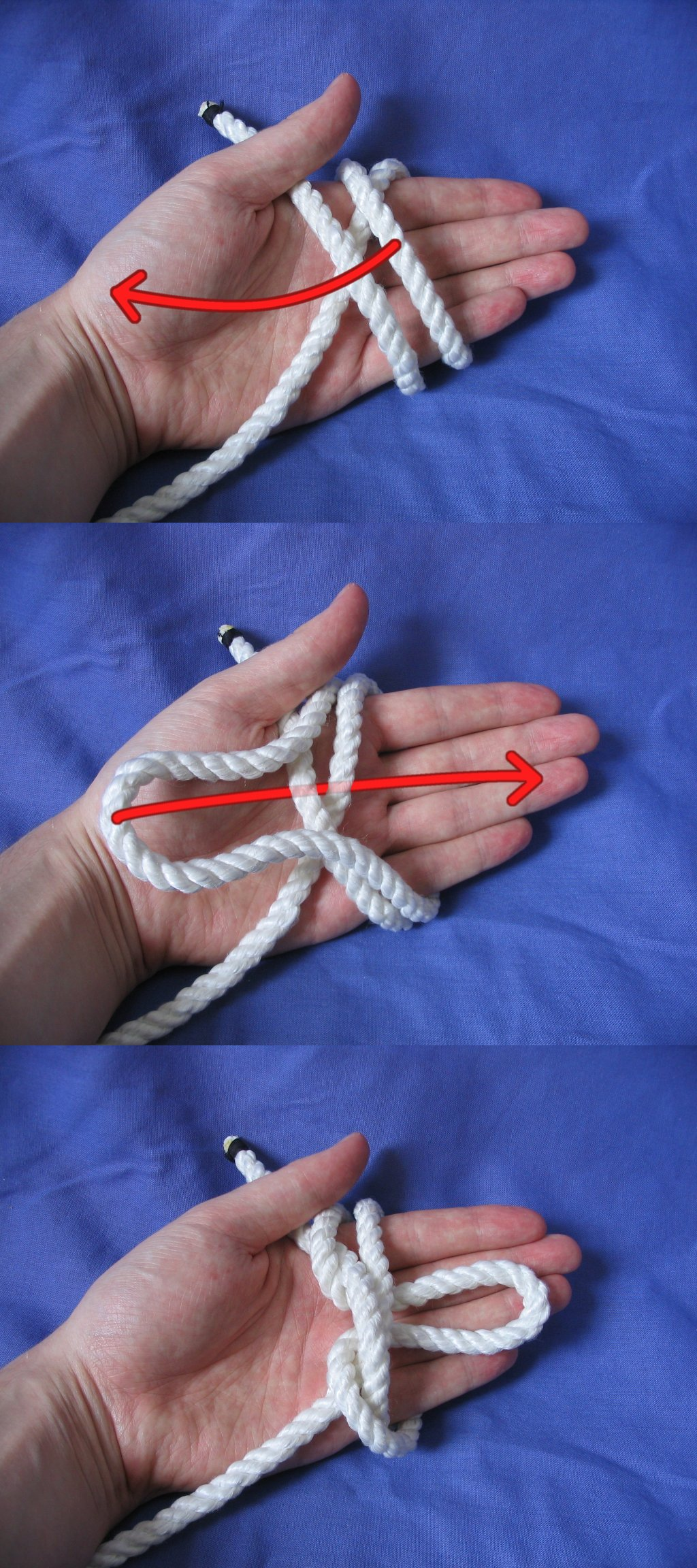
Knüpfreihenfolge zweihändig gelegt

Der Schmetterlingsknoten ist ein Knoten zur Erzeugung einer Schlaufe in der Mitte eines Seils. Er eignet sich auch zur Verbindung zweier gleichartiger Seile.

## Knüpfen

### Einhändig gelegt
Man legt sich das Seil über die linke Hand mit der Handfläche nach oben und wickelt ein Ende des Seils zweimal um die Handfläche. Von oben sieht man jetzt drei Seile über die Handfläche verlaufen. Dasjenige, das am nächsten zum Handgelenk liegt, legt man nun über das mittlere Seil. Nun greift man das ehemalige mittlere, nun linke Seil, legt es über die beiden anderen Seile in Richtung Finger und führt es auf der Handoberfläche unter den beiden anderen Seilen zurück Richtung Handgelenk.
Dieses Seil kann nun als Schlaufe festgehalten werden während der Rest von der Hand abgestreift wird.
Schließlich noch die Enden nach außen festziehen und man erhält den „Schmetterling“ (Flügel rechts, Flügel links und die eigentliche Schlaufe sind die Antennen).

### Zweihändig gelegt
Das Seil wird über die linke Hand mit der Handfläche nach oben gelegt. Nun wickelt man das Seil, das vom Zeigefinger hinten herunterhängt, zweimal zu sich um die Hand, die letzte Wicklung verläuft dabei zwischen den ersten beiden Strängen. Drei Seile verlaufen nun über die Handfläche. Man nimmt das Seil, das am nächsten zu den Fingerspitzen liegt, und zieht es Richtung Handballen über die zwei anderen Seile zu sich. Anschließend nimmt man die entstandene Schlaufe und zieht sie unter den zwei anderen Seilen wieder hindurch. Die Enden zieht man dann nur noch nach außen fest.

### Gelegt, Alternative
Zum Knüpfen nimmt man eine Bucht und lässt die Enden nach rechts und links herabhängen. Man fasst die linke Seite mit der linken Hand und verdreht die Bucht um 180°, so dass zwei Augen entstehen. Dann steckt man den linken Daumen über der Überkreuzung in die Schlaufe, die sich gerade gebildet hat. Danach dreht man die Schlaufe mit gleichem Drehsinn noch mal um 180°. Nun klappt man den oberen Teil der Schlaufe so nach vorne unten, dass die beiden Überkreuzungspunkte nicht bewegt werden. Der gerade heruntergeklappte Teil bildet nachher die feste Schlaufe. Jetzt wird die rechte Hand zwischen den Überkreuzungspunkten (da wo der linke Daumen ist) durch den ganzen Knoten (auch durch die herunterhängende Schlaufe) gesteckt.
Die rechte Hand greift die herunterhängende Schlaufe unter den Eingangsseilen und zieht sie durch die Mittelöffnung wieder heraus. Schließlich noch die Enden nach außen festziehen.

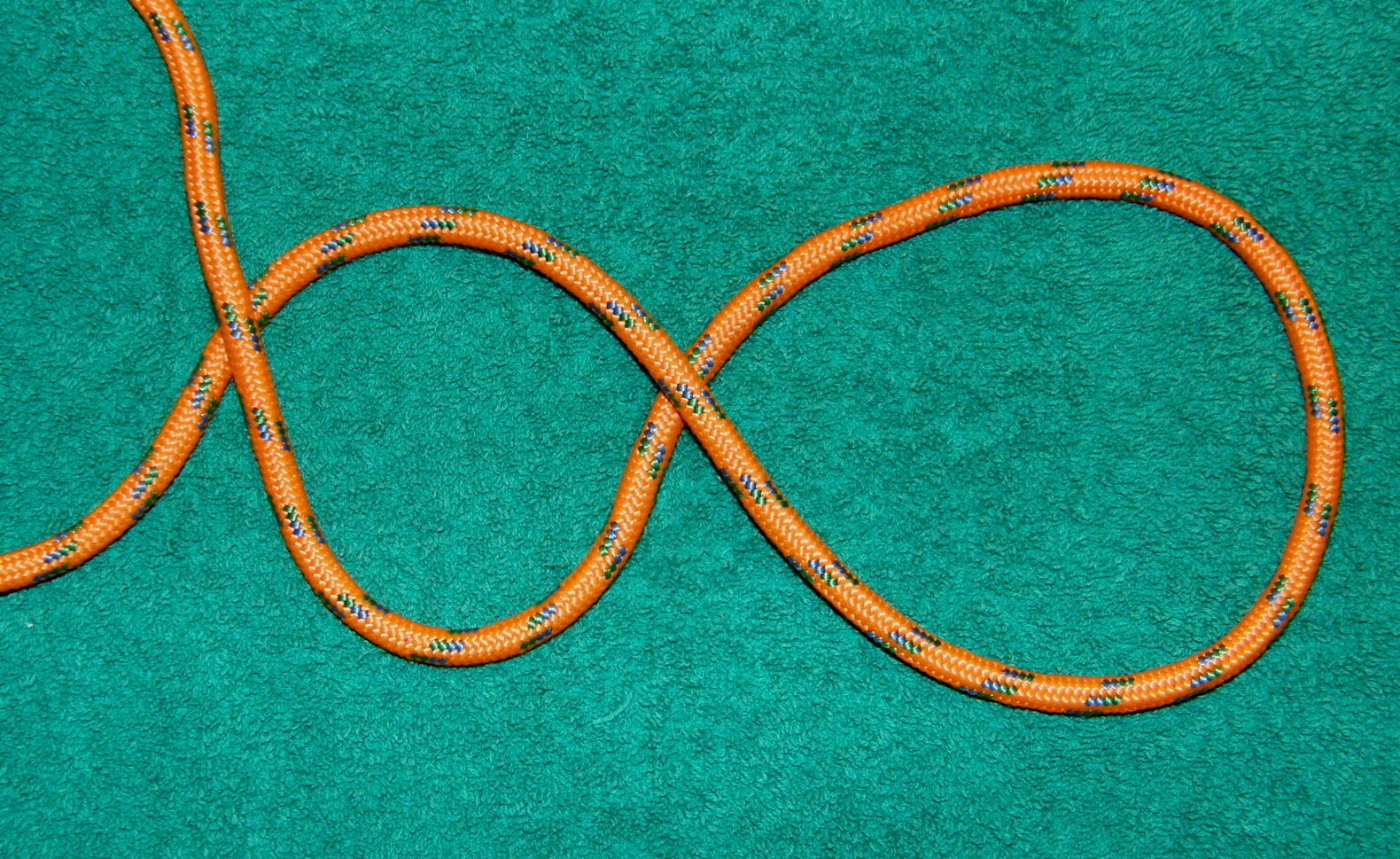
eine „8“ legen
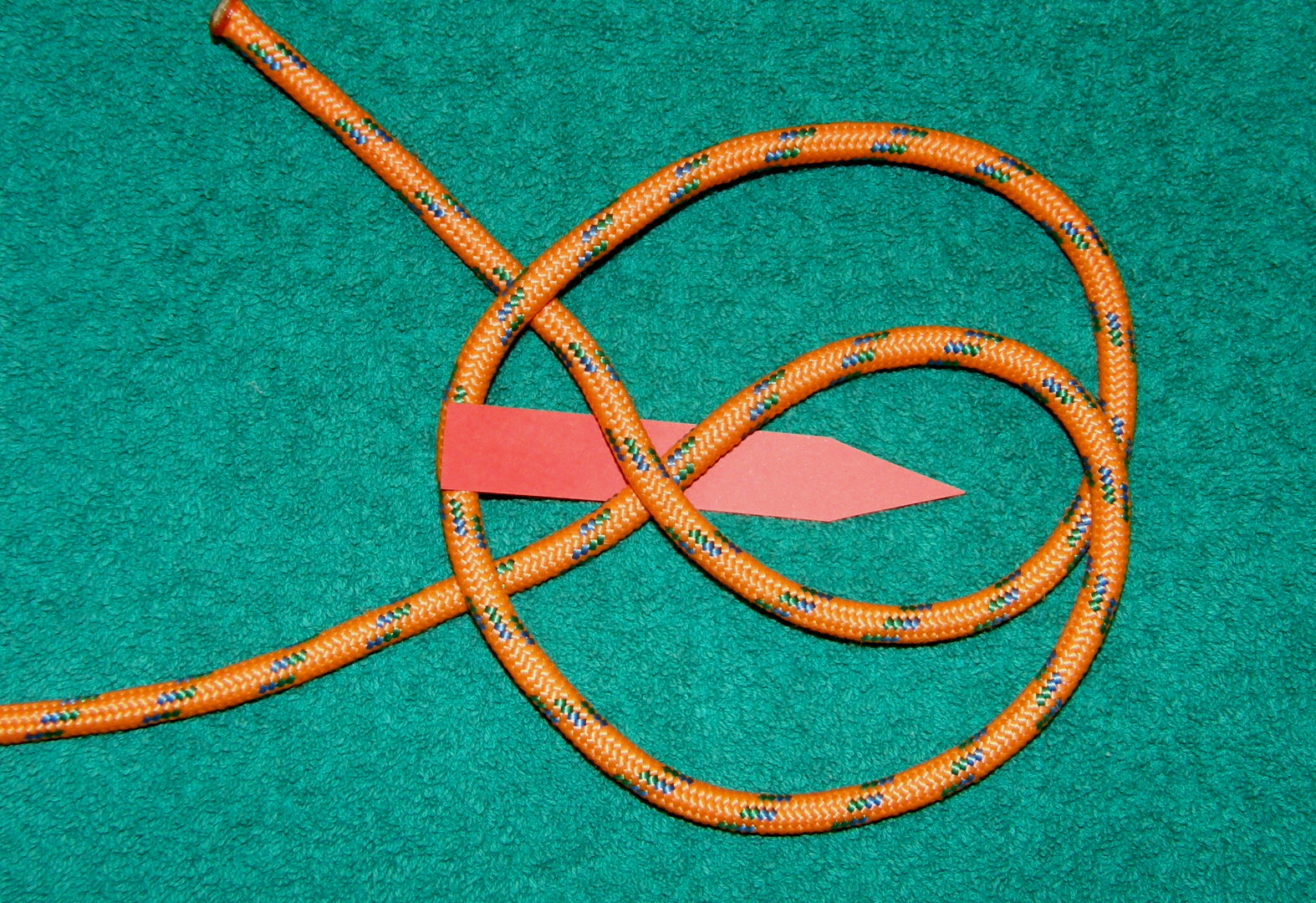
großes (rechte) Auge umklappen und in Pfeilrichtung durchstecken
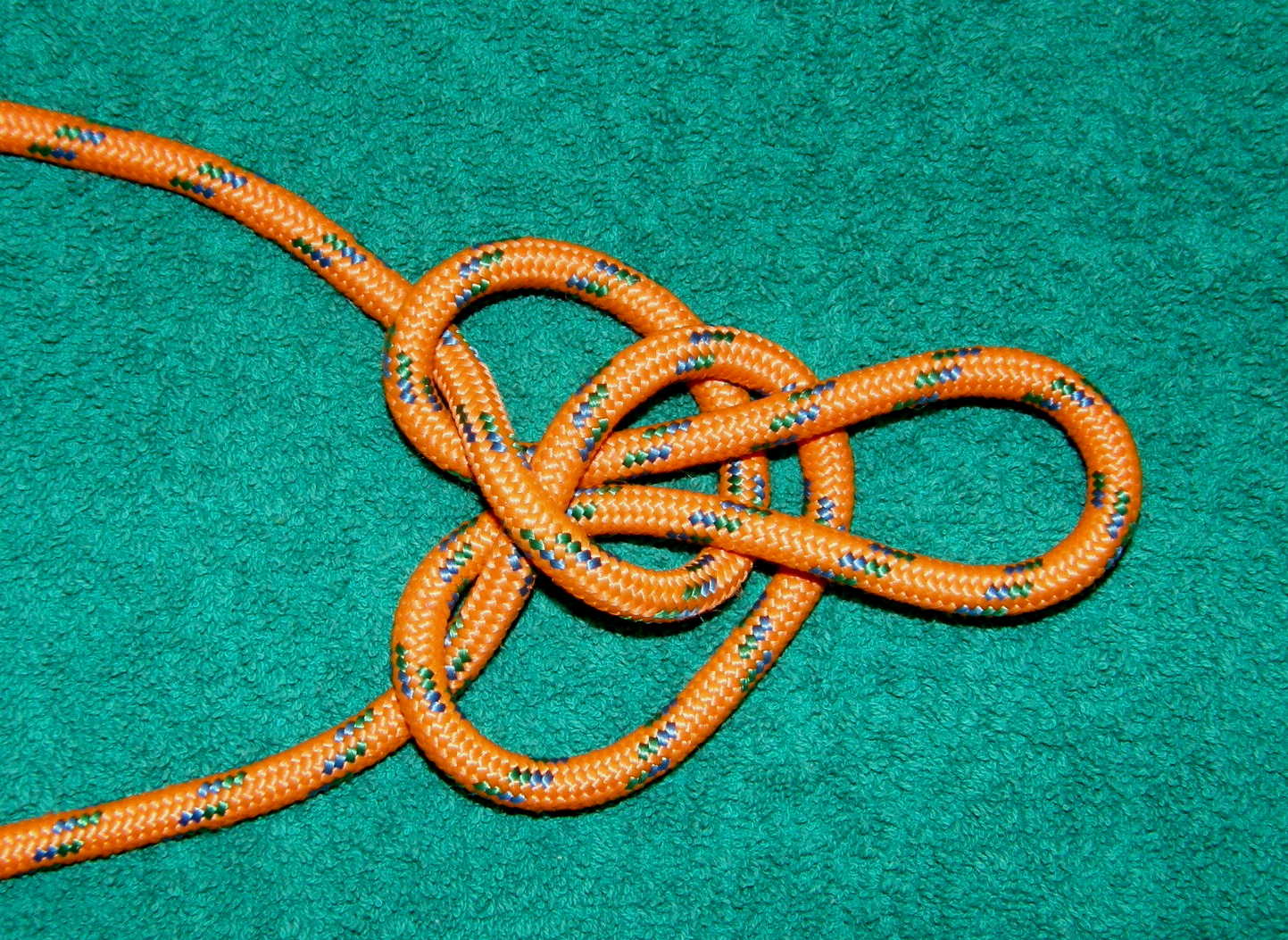
durch beide Augen stecken
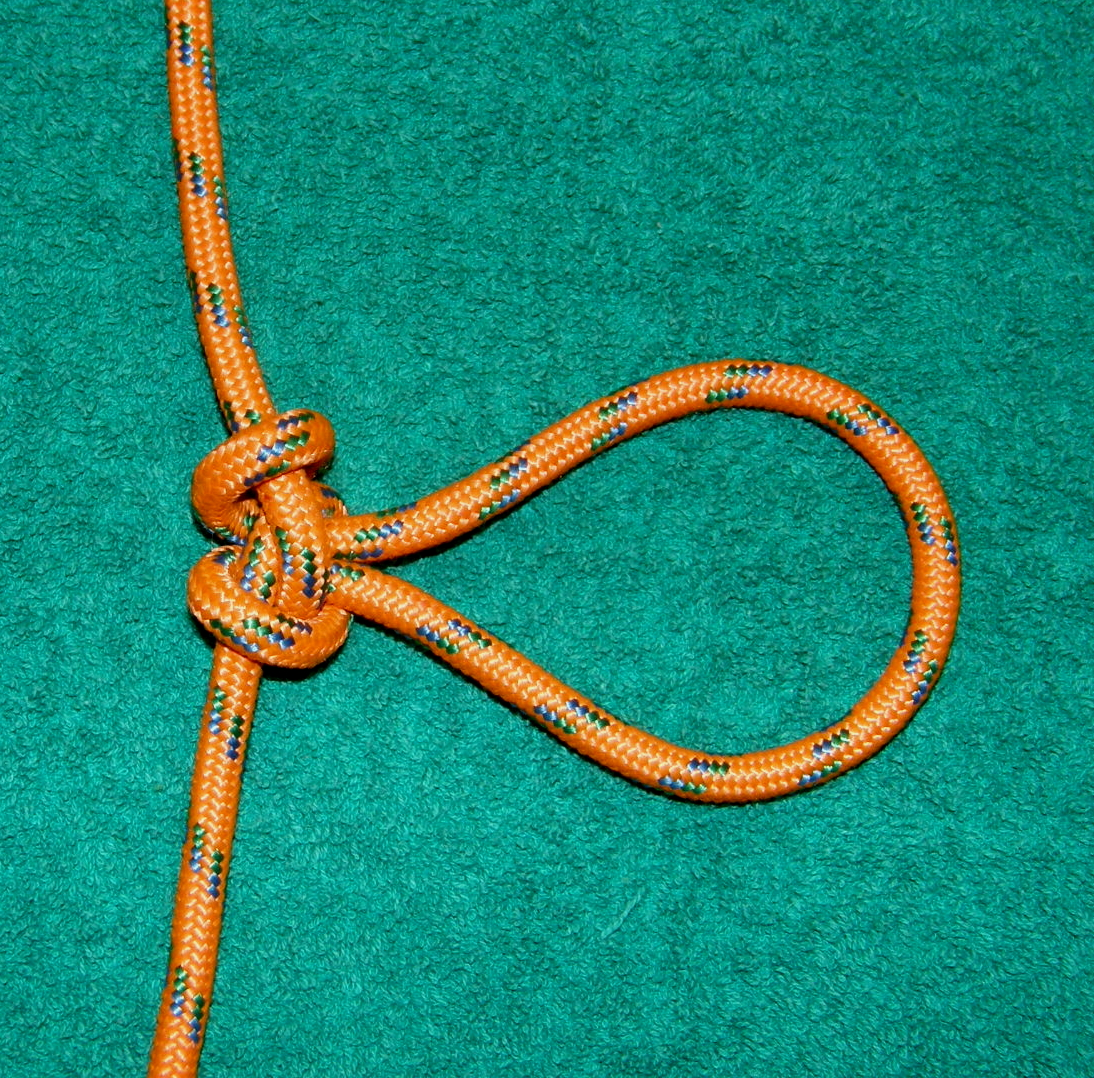
dichtholen und fertig

### Schmetterlingsverbindung

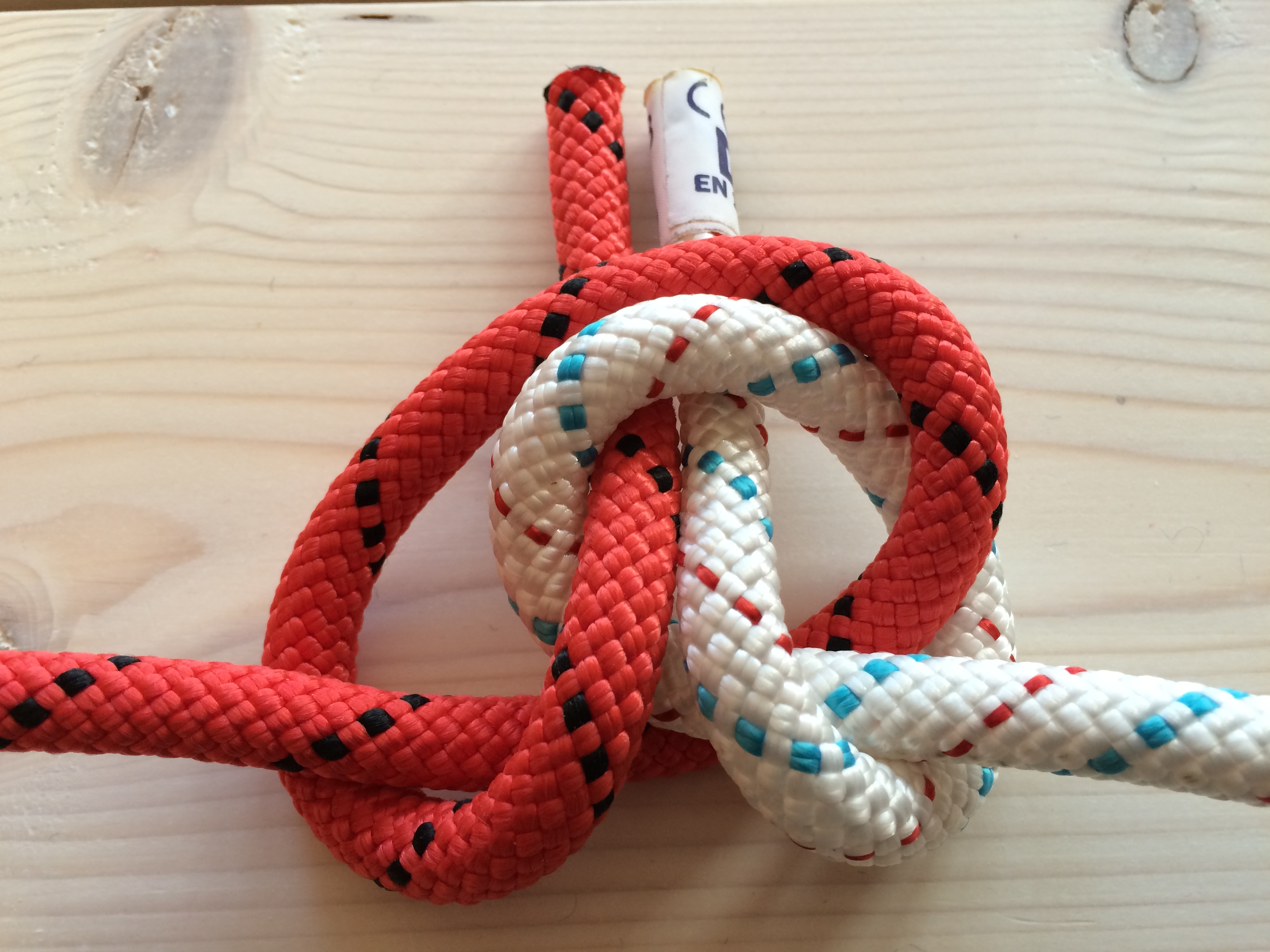
Gesteckter Schmetterlingsknoten

Die Schmetterlingsverbindung wird auch „Gesteckter Schmetterlingsknoten“ genannt. Diese Methode wird verwendet, um zwei gleiche Seile zu verbinden. In dieser Form wird deutlich, woher der Knoten seinen Namen hat.
Zuerst bildet man mit den Seilen je eine Bucht und verschränkt sie ineinander. Die Tampen gehen dann um das Seil herum und durch das von den Buchten gebildete Auge. In der Detailbetrachtung erkennt man zwei ineinander verflochtene Überhandknoten, die mit einer Abwandlung (Endlage der losen Enden) dem Zeppelinstek gleichen.

## Anwendung

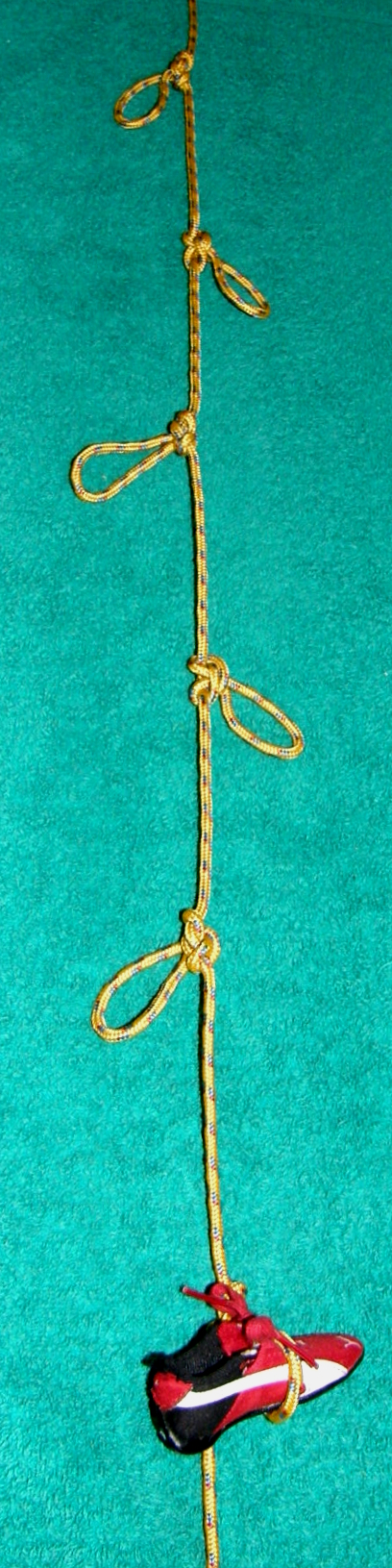
Strickleiter aus Schmetterlingsknoten

Auch nach Belastung ist der Knoten wieder leicht zu lösen (durch Anklappen der „Flügel“).
Wegen der Zuverlässigkeit dieses Knotens wird er oft von Kletterern verwendet.
Durch Aneinanderreihung von mehreren Schmetterlingsknoten lässt sich auch ein Strickleiterersatz mit diesen als „Steigschlaufen“ herstellen.
Der Schmetterlingsknoten eignet sich als Bremsknoten für Gletscherbegehungen. Seine spezielle Form dürfte die Bremswirkung im Firn erhöhen.
Mit Hilfe des Schmetterlingsknoten und halben Schlägen werden im Aktionsklettern auch regelmäßig Traversen (Seilbrücken zwischen zwei Bäumen) gepannt.

## Alternativen
- Als Endschlaufe zum Anseilen nutzen Kletterer den Achterknoten (Schlaufe) oder Doppelten Bulin (Doppelten Palstek). Ein Doppelter Palstek mit lässt sich auch in der Mitte eines Seiles knüpfen.
- In der Mitte eines Seiles kann man auch die Gerichtete Achtknotenschlaufe binden. Sie ist  aber nur in einer Zugrichtung sicher.
- Die Geschirrschlaufe in der Mitte eines Seiles hält nur sicher, wenn die Schlaufe auch belastet ist.

- Als Seilverbindung eignet sich der Zeppelinstek besser. Er ist stabiler und hat eine schlankere Form.[4]
- Zum Verbinden zweier Seile beim Abseilen kommt bei Kletterern der Sackstich zum Einsatz.